# XIFFIAN
XIFFIAN est un client Jabber de base réalisé en Flash.
C'est un logiciel libre distribué selon les termes de la licence GNU GPL.
Il est facilement intégrable à un site internet, léger (230ko actuellement) et pratique. Il intègre:
- la messagerie instantanée
- les conférences (avec administration des salles)
- la lecture et l'édition de VCard
- la découverte des services
- l'enregistrement aux passerelles (MSN, AIM, ICQ...)
- les signets (joindre automatiquement certaines salles de discussion)

Ce client est incompatible avec certains serveurs à cause de restrictions du Flash Player. Cependant, il est tout à fait utilisable sur la plupart de ceux-ci directement, ou par le biais des communications s2s.